# Classe Maestrale (fragatas)
A Classe Maestrale é uma classe de fragatas da Marina Militare (Marinha Italiana). A classe ficou composta por oito embarcações, todas construídas no estaleiro Fincantieri S.p.A, em Riva Trigoso, excepto a Grecale, que foi construída pela Finacantieri, em Muggiano.
As fragatas da classe Maestrale têm, como missão primária, a luta anti-submarino, embora exibam uma grande flexibilidade, o que as torna também aptas para a luta anti-aérea e luta anti-superfície. Os navios desta classe têm sido largamente utilizados em várias missões internacionais, quer sob a alçada da Organização do Tratado do Atlântico Norte (NATO) ou da Organização das Nações Unidas (ONU), quer em operações regulares da Marinha Italiana.
O primeiro desses navios foi comissionado em 1982, tendo as unidades restantes foram comissionadas de 1983 até 1985. Os navios da classe Maestrale estão sendo substituídas por fragatas da classe Bergamini (FREMM).

## Design

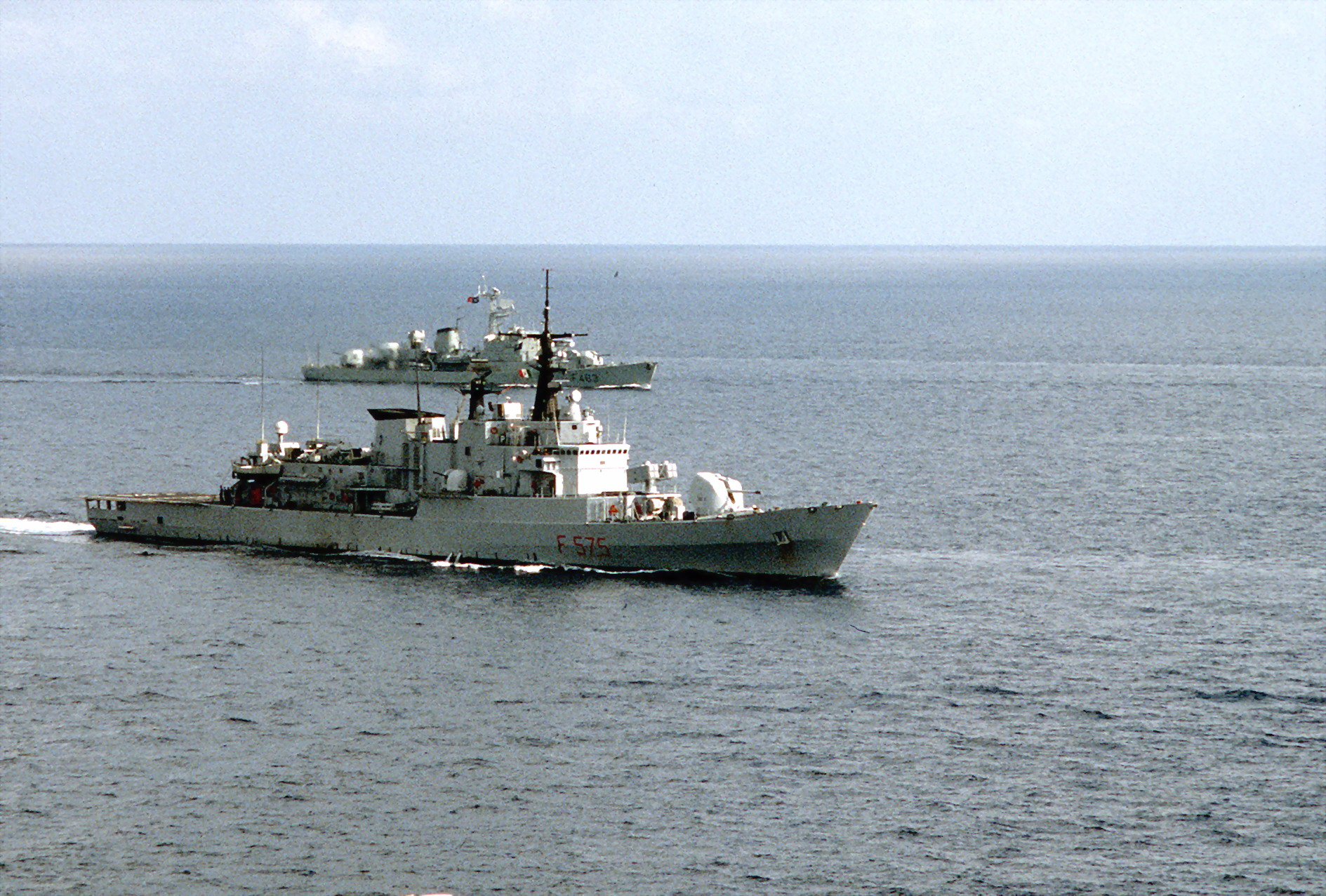
A fragata Euro navegando ao lado da fragata portuguesa NRP Comandante Sacadura Cabral (F483) durante a Operação Desert Shield, em 1991.

Estes navios foram construídos com experiência e tecnologia desenvolvidas para as fragatas classe Lupo. As fragatas da classe Maestrale eram maiores e mais pesadas, sendo também mais lentas, porém, ainda eram capazes de atingir velocidades de até 32 nós (59 km/h). Estes navios tem uma grande superestrutura, com uma ponte e um funil. Há dois mastros em pirâmide (um alto e um baixo, respectivamente). A superestrutura continua ao longo do navio sem interrupções até o hangar, na popa, com capacidade para dois helicópteros.
O casco conta com 15 compartimentos estanques com a flutuação sendo assegurada com três compartimentos contíguos inundados. A estabilidade é garantida por um par de estabilizadores capazes de reduzir o adernamento de 30º para 3º a uma velocidade de 18 nós (33 km/h).
O sistema de propulsão é baseado em duas turbinas a gás GE-Avio LM2500 (cada uma gerando 24.648 hp) e dois motores a diesel Grandi Motori Trieste BL-230-20DVM (cada motor gerando 5.423 hp), em uma configuração combinada diesel ou gás (CODOG), fazendo o uso dos motores a diesel para velocidade de cruzeiro (por volta de 21 kn) e turbinas para alta velocidade (31 kn), gerando no total. Os motores são conectados em duas hélices de cinco pás, com 4 metros de diâmetro. O único problema para esta configuração é ter motores a diesel potentes o suficiente para atingir a velocidade de cruzeiro sem sobrecarregar ou utilizar as turbinas como apoio. Nesse caso, a solução utilizada (a mesma utilizada nas fragatas classe Lupo) foi bem sucedida. Os navios tem a alcance máximo de 6.000 nm (11.000 km) a 15 nós (28 km/h). A propulsão é controlada eletronicamente, pelo sistema SEPA-706

### Armamento
As fragatas da classe Maestrale são armadas com um leque de sistemas. É montada no deque de proa, uma torre com um canhão Otobreda 127/54 Compacto, com cadência de 40 tiros por minuto (tpm). Apesar do tamanho, a torre poderia ser montada em cascos menores (uma vez que o mesmo modelo de torre foi montada nas fragatas classe Lupo). A torre tem 66 disparos, montados em três carrosséis, prontas para emprego. O canhão tem um baixo tempo de reação e tem grande elevação, disparando as munições de 127mm a 23 km. Após a ponte, dois CIWS DARDO, com canhões Otobreda 40mm L/70. Esse sistema conta com 700 disparos, tendo a cadência de 600 tpm. O uso de espoletas por proximidade e sistemas de controle de tiro fazem com que esta torre não tripulada possa reagir rapidamente a ameaças como mísseis antinavio. 
Os navios é equipado com um sistema de mísseis superfície-ar Albatross, com um lançador óctuplo capaz de disparar mísseis Sea Sparrow ou Aspide. Esta arma é guiada por radar (de modo semi ativo), um motor-foguete poderoso e controles de voo avançados. O navio carrega 24 mísseis, com o lançador sendo recarregado pelo sistema Riva-Calzoni Automatic Handling System, na qual é capaz de carregar quatro mísseis de uma vez. No deque, foram instalados quatro lançadores de mísseis antinavio Otomat, capazes de atingir alvos até 180 km, sendo equipado com uma ogiva de 210 kg. Este sistema é montado acima do hangar, na qual tem capacidade de carregar dois helicópteros multipropósito Agusta-Bell AB.212ASW.
Também são instalados quatro tubos lançadores de torpedos: dois ILAS-3, de 324mm, - capazes de lançar torpedos WASS A.244/S - com 12 torpedos disponíveis, e 2 tubos de 533mm - capazes de lançar torpedos Whitehead A.184, guiados por cabo - com 6 a 8 torpedos disponíveis. Esta é a principal arma anti-submarino, mas pode ser utilizada como arma anti-superfície.

### Eletrônica
Estes navios são equipados com uma vasta suíte eletrônica: Um radar de vigilância aérea e superfície Selenia RAN 10S (com alcance de 160 km), montado sobre o mastro de popa ; um radar de navegação e vigilância de superfície Galileo MM/SPN-703, montado no mastro de proa. Os radares de controle de tiro são três: um Selenia RTN-10X "Orion"  - utilizado para controle dos disparos do canhão e do sistema Albatros - e dois Alenia RTN-20X "Orion" - para controle do sistema DARDO.
Para busca anti-submarino, o navio é equipado com um sonar de profundidade variável (VDS) DE 1164 e um sonar de casco DE 1160B. O componente de guerra eletrônica é focado nas medidas de apoio a guerra eletrônica (MAGE) Elettronica MM/SLQ-746 e lançadores de engodos Otobreda SCLAR. O navio conta com um sistema de comando e controle Selex ES IPN20, integrando todo armamento, sensores e informação tática.

## Exportação

### Filipinas
Uma delegação do Departamento de Defesa Nacional (DND) das Filipinas inspecionou navios da classe Maestrale e Soldati durante sua visita à Itália em fevereiro de 2012, pensando nesses navios como possíveis candidatos ao projeto Deep Water Patrol Vessel da Marinha das Filipinas. Nenhuma indicação de venda foi feita.
Em uma coletiva de imprensa do DND em 2 de agosto de 2012, foi incluído o anúncio de negociações com o governo italiano para a aquisição de duas fragatas classe Maestrale por ₱11.7 bilhões (US$ 240 bilhões, em cotação da época), com o cronograma estimando que as naves seriam entregues em 2013, após revisão. No dia 22 de setembro, o Congresso das Filipinas aprovou o orçamento, na qual incluía a aquisição das duas fragatas. As negociações para os navios findou sem um acordo para a venda e transferência das naves. Em 4 de julho de 2013, foi anunciado que as Filipinas adquiririam duas novas fragatas, com o oferecimento de fragatas classe Maestrale pelo governo italiano sendo recusado pelos filipinos.

### Indonésia
Em 10 de junho de 2021, o Ministério da Defesa da Indonésia assinou um contrato com o estaleiro italiano Fincantieri para a aquisição de seis fragatas FREMM, mais duas unidades da classe Maestrale e apoio logístico. Ambas as fragatas seriam adquiridas e modernizadas pela Fincantieri após sua baixa na Marinha Militar Italiana.

### Equador
Em 2023, o governo equatoriano inquiriu o governo italiano para a aquisição das fragatas F571 Grecale e F572 Libeccio para substituir suas fragatas classe Condell, adquiridas do Chile em 2008. O governo italiano pediu o preço de €120 milhões pelas duas unidades.

## Unidades
| Nº de Amura | Nome      | Construtor       | Lançamento             | Comissionamento        | Modernização | Desarmamento           | Base      | Estado               |
| F 570       | Maestrale | CNR Riva Trigoso | 2 de Fevereiro de 1981 | 7 de Março de 1982     |              | 15 de dezembro de 2015 | La Spezia | Desmantelado em 2024 |
| F 571       | Grecale   | CNR Muggiano     | 12 de Setembro de 1981 | 5 de Fevereiro de 1983 | 2007 - 2010  |                        | La Spezia |                      |
| F 572       | Libeccio  | CNR Riva Trigoso | 7 de Setembro de 1981  | 5 de Fevereiro de 1983 | 2007 - 2010  |                        | La Spezia |                      |
| F 573       | Scirocco  | CNR Riva Trigoso | 17 de Abril de 1982    | 20 de Setembro de 1983 | 2007 - 2010  | 20 de dezembro de 2020 | La Spezia | Desmantelado em 2024 |
| F 574       | Aliseo    | CNR Riva Trigoso | 29 de Outubro de 1982  | 20 de Setembro de 1983 |              | 8 de dezembro de 2017  | Tarento   | Desmantelado em 2022 |
| F 575       | Euro      | CNR Riva Trigoso | 25 de Março de 1983    | 7 de Abril de 1984     |              | 2 de outubro de 2019   | Tarento   |                      |
| F 576       | Espero    | CNR Riva Trigoso | 19 de Novembro de 1983 | 4 de Maio de 1985      |              | 30 de junho de 2021    | Tarento   |                      |
| F 577       | Zeffiro   | CNR Riva Trigoso | 19 de Maio de 1984     | 4 de Maio de 1985      | 2007 - 2010  | 8 de outubro de 2023   | Tarento   |                      |